# Bless the Child
"Bless the Child" é o nono single da banda finlandesa de metal sinfônico Nightwish, que foi lançado como parte do álbum Century Child em 21 de julho de 2002 pela Spinefarm Records.
O videoclipe da canção mescla cenas de uma história de amor com cenas da banda tocando em um hangar. A banda ficou um pouco decepcionada com o resultado do vídeo, pois segundos eles este ficou complexo demais.
O single ganhou Disco de Ouro e logo depois de Platina em 2002 por mais de 11 mil cópias vendidas, ficando nas paradas finlandesas por mais de 14 semanas, além de ter sido o primeiro single do grupo a ganhar destaque em paradas internacionais, pois chegou ao 55º lugar nos Países Baixos e 63º na Alemanha.
Parte da versão editada de "Bless the Child" também foi utilizada na transmissão de um programa chinês no canal CCTV-4.

## Faixas
| N.º            | Título                              | Compositor(es)    | Duração |  |
| 1.             | "Bless the Child" (versão editada)  | Tuomas Holopainen | 6:05    |  |
| 2.             | "Bless the Child" (versão original) | Holopainen        | 6:11    |  |
| 3.             | "Lagoon"                            | Holopainen        | 3:45    |  |
| Duração total: | Duração total:                      | Duração total:    | 14:01   |  |

## Desempenho nas paradas
| País          | Parada (2002)           | Melhor posição |
| ------------- | ----------------------- | -------------- |
| Alemanha      | Media Control Charts    | 63             |
| Finlândia     | Suomen virallinen lista | 1              |
| Países Baixos | Dutch Charts            | 55             |

## Créditos
A seguir estão listados os músicos e técnicos envolvidos na produção do single "Bless the Child":

### A banda
- Tuomas Holopainen – teclado
- Emppu Vuorinen – guitarra
- Tarja Turunen – vocais
- Jukka Nevalainen – bateria, percussão
- Marco Hietala – baixo, vocais

### Músicos convidados
- Sam Hardwick – partes faladas